# إكلي (أموكر)
إكلي هو دُوَّار يقع بجماعة أموڭر، إقليم ميدلت، جهة درعة تافيلالت في المملكة المغربية. ينتمي الدوّار لمشيخة أموكر التي تضم 10 دواوير. يقدر عدد سكانه بـ 850 نسمة حسب الإحصاء الرسمي للسكان والسكنى لسنة 2004.

## روابط خارجية
- البوابة الوطنية للجماعات الترابية
- المندوبية السامية للتخطيط